# Larentia dionysius
Larentia dionysius là một loài bướm đêm trong họ Geometridae.